# Khairpur

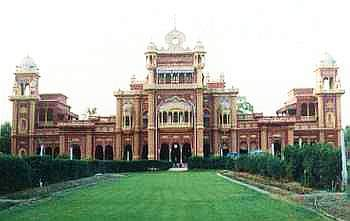
Mogulpalast in Khairpur

Khairpur war ein Fürstenstaat Britisch-Indiens in der heutigen pakistanischen Provinz Sindh. Das Fürstentum wurde 1783 von Sohrab Khan aus einer Nebenlinie der Sind regierenden belutschistanischen Talpur-Dynastie, die bis 1813 unter der Oberhoheit von Afghanistan stand, gegründet. Khairpur war 1838–1947 britisches Protektorat. Das Emirat hatte 1891 eine Fläche von 15.822 km² und 128.600 Einwohner.
Als die Briten 1947 Pakistan in die Unabhängigkeit entließen, wurde Khairpur souverän und schloss sich Pakistan an. Am 14. Oktober 1955 wurde das Emirat aufgelöst. Es gehörte zunächst zur Provinz Westpakistan; 1970 kam das Gebiet zur neu gebildeten Provinz Sind (seit 1990 Sindh geschrieben).